# Бледжешть (Бакеу)
Бледжешть, Бледжешті (рум. Blăgești) — село у повіті Бакеу в Румунії. Входить до складу комуни Бледжешть.
Село розташоване на відстані 253 км на північ від Бухареста, 21 км на північний захід від Бакеу, 86 км на південний захід від Ясс, 141 км на північний схід від Брашова.

## Населення
За даними перепису населення 2002 року у селі проживали 2326 осіб, усі — румуни. Усі жителі села рідною мовою назвали румунську.